# CenpacNet
CenpacNet Incorporated ist neben Digicel Nauru einer von zwei nauruischen Internetprovidern. Die Firma wurde 1998 gegründet und hat ihren Sitz im Civic Centre in Aiwo, wo sie auch ein Internetcafé betreibt. Ko-Präsidenten sind Criden Appi und Robbie Detudamo.

## Geschichte
Seit 1997 wurde ernsthaft versucht, Nauru ans Internet anzubinden. Dank des neuen Telekommunikationssystems in Nauru, welches eine Satellitenverbindung beinhaltet, und durch ein Joint Venture zwischen der Nauru Telecom Corporation und dem Nauru Phosphate Royalties Trust konnte CenpacNet 1998 eingerichtet werden.
Im März 2004 reduzierte CenpacNet die Bandbreite der Internetverbindung, da die Kosten für die Satellitenverbindung, welche seit November 2003 geleast wurde, zu hoch wurden; zudem schränken die häufigen Stromausfälle die Internetnutzung erheblich ein.